# Ligue A 2019-2020 (maschile)
La Ligue A 2019-2020 si è svolta dall'11 ottobre 2019 all'11 marzo 2020: al torneo hanno partecipato quattordici squadre di club francesi e la vittoria finale non è stata assegnata ad alcuna squadra a causa dell'interruzione del campionato a seguito della pandemia di COVID-19.

## Regolamento

### Formula
Le squadre avrebbero dovuto disputato un girone all'italiana, con gare di andata e ritorno, per un totale di ventisei giornate; al termine della regular season:
- Le prime otto classificate avrebbero dovuto accedere ai play-off scudetto, strutturati in quarti di finale, semifinali e finale, tutte giocate al meglio di due vittorie su tre gare.
- L'ultima classificata sarebbe stata retrocessa in Ligue B[2].

A seguito del diffondersi in Francia della pandemia di COVID-19, il campionato è stato sospeso il 7 marzo 2020: l'11 aprile 2020 il comitato direttivo della LNV ha decretato la chiusura anticipata del campionato senza assegnazione dello scudetto considerando tuttavia valida la classifica in essere al momento della sospensione del torneo sia in merito alla qualificazione alle coppe europee che alla retrocessione.

### Criteri di classifica
Se il risultato finale è stato di 3-0 o 3-1 sono stati assegnati 3 punti alla squadra vincente e 0 a quella sconfitta, se il risultato finale è stato di 3-2 sono stati assegnati 2 punti alla squadra vincente e 1 a quella sconfitta.
L'ordine del posizionamento in classifica è stato definito in base a:
- Punti;
- Numero di partite vinte;
- Ratio dei set vinti/persi;
- Ratio dei punti realizzati/subiti[2].

## Squadre partecipanti
| Club              | Stagione | Città       | Impianto                       | Stagione precedente                               |
| ----------------- | -------- | ----------- | ------------------------------ | ------------------------------------------------- |
| Arago de Sète     | dettagli | Sète        | Halle des Sports Louis Marty   | 12ª in Ligue A                                    |
| Cannes            | dettagli | Cannes      | Palais des Victoires           | 13ª in Ligue A                                    |
| Chaumont          | dettagli | Chaumont    | Salle Jean-Masson              | 6ª in Ligue A; finale play-off scudetto           |
| Gazélec Ajaccio   | dettagli | Ajaccio     | U Palatinu                     | 2ª in Ligue A; semifinali play-off scudetto       |
| Montpellier       | dettagli | Montpellier | Palais des Sports Coubertin    | 3ª in Ligue A; quarti di finale play-off scudetto |
| Nantes            | dettagli | Nantes      | Gymnase Arthur Dugast          | 8ª in Ligue A; quarti di finale play-off scudetto |
| Narbonne          | dettagli | Narbona     | Palais du Travail              | 10ª in Ligue A                                    |
| Nice              | dettagli | Nizza       | Salle Palmeira-Gianmarchi      | 5ª in Ligue A; semifinali play-off scudetto       |
| Paris             | dettagli | Parigi      | Salle Pierre Charpy            | 1ª in Ligue B; vincitrice play-off promozione     |
| Rennes            | dettagli | Rennes      | Salle Colette-Besson           | 4ª in Ligue A; quarti di finale play-off scudetto |
| Spacer's Toulouse | dettagli | Tolosa      | Palais des Sports André-Brouat | 11ª in Ligue A                                    |
| Stade Poitevin    | dettagli | Poitiers    | Salle Frédéric Lawson-Body     | 7ª in Ligue A; quarti di finale play-off scudetto |
| Tourcoing         | dettagli | Tourcoing   | Complexe sportif Léo Lagrange  | 9ª in Ligue A                                     |
| Tours             | dettagli | Tours       | Salle Robert-Grenon            | 1ª in Ligue A; campione di Francia                |

## Torneo

### Regular season

#### Risultati
| Prima giornata |                             |     |                                   |
|                |                             |     |                                   |
| 11-10          | Nice - Rennes               | 3-2 | 20-25, 24-26, 27-25, 25-23, 16-14 |
| 11-10          | Tourcoing - Stade Poitevin  | 3-1 | 30-28, 30-32, 25-19, 26-24        |
| 11-10          | Montpellier - Arago de Sète | 1-3 | 25-20, 23-25, 18-25, 20-25        |
| 12-10          | Cannes - Spacer's Toulouse  | 3-1 | 25-23, 19-25, 25-23, 25-23        |
| 12-10          | Paris - Nantes              | 2-3 | 25-22, 23-25, 25-23, 21-25, 14-16 |
| 12-10          | Chaumont - Tours            | 3-0 | 25-20, 27-25, 25-20               |
| 12-10          | Narbonne - Gazélec Ajaccio  | 3-0 | 25-17, 25-19, 25-22               |

| Seconda giornata |                                 |     |                                   |
|                  |                                 |     |                                   |
| 15-10            | Arago de Sète - Chaumont        | 3-2 | 19-25, 20-25, 26-24, 25-16, 17-15 |
| 15-10            | Spacer's Toulouse - Montpellier | 3-0 | 37-35, 25-21, 25-18               |
| 15-10            | Stade Poitevin - Nice           | 3-1 | 24-26, 26-24, 25-19, 25-14        |
| 15-10            | Gazélec Ajaccio - Tourcoing     | 0-3 | 17-25, 21-25, 20-25               |
| 15-10            | Nantes - Cannes                 | 0-3 | 22-25, 20-25, 21-25               |
| 15-10            | Tours - Narbonne                | 1-3 | 25-20, 23-25, 24-26, 18-25        |
| 16-10            | Rennes - Paris                  | 3-0 | 25-22, 25-18, 25-23               |

| Terza giornata |                               |     |                                   |
|                |                               |     |                                   |
| 18-10          | Nice - Arago de Sète          | 1-3 | 25-20, 16-25, 17-25, 23-25        |
| 18-10          | Tourcoing - Spacer's Toulouse | 3-0 | 25-22, 25-21, 25-22               |
| 18-10          | Cannes - Tours                | 3-2 | 25-17, 17-25, 25-17, 11-25, 15-13 |
| 18-10          | Nantes - Stade Poitevin       | 3-1 | 23-25, 25-22, 25-20, 25-13        |
| 19-10          | Montpellier - Paris           | 3-1 | 25-23, 25-21, 18-25, 25-18        |
| 19-10          | Chaumont - Gazélec Ajaccio    | 0-3 | 23-25, 22-25, 21-25               |
| 19-10          | Narbonne - Rennes             | 1-3 | 25-17, 19-25, 23-25, 23-25        |

| Quarta giornata |                              |     |                                   |
|                 |                              |     |                                   |
| 25-10           | Arago de Sète - Nantes       | 2-3 | 22-25, 25-15, 28-26, 18-25, 12-15 |
| 25-10           | Spacer's Toulouse - Narbonne | 3-1 | 25-16, 25-18, 24-26, 25-22        |
| 25-10           | Tours - Tourcoing            | 3-0 | 25-18, 25-16, 25-20               |
| 26-10           | Rennes - Cannes              | 2-3 | 24-26, 25-15, 25-18, 26-28, 13-15 |
| 26-10           | Stade Poitevin - Montpellier | 0-3 | 20-25, 19-25, 21-25               |
| 26-10           | Gazélec Ajaccio - Nice       | 3-1 | 23-25, 25-22, 25-13, 25-21        |
| 26-10           | Paris - Chaumont             | 3-2 | 25-23, 20-25, 18-25, 25-17, 15-9  |

| Quinta giornata |                            |     |                                   |
|                 |                            |     |                                   |
| 01-11           | Tourcoing - Nice           | 3-2 | 25-19, 19-25, 25-22, 18-25, 17-15 |
| 01-11           | Cannes - Arago de Sète     | 1-3 | 25-27, 21-25, 25-18, 19-25        |
| 01-11           | Spacer's Toulouse - Rennes | 0-3 | 17-25, 21-25, 20-25               |
| 02-11           | Tours - Gazélec Ajaccio    | 3-0 | 25-23, 25-13, 25-22               |
| 02-11           | Paris - Stade Poitevin     | 2-3 | 26-24, 25-23, 21-25, 22-25, 11-15 |
| 02-11           | Montpellier - Narbonne     | 3-0 | 29-27, 25-22, 26-24               |
| 02-11           | Chaumont - Nantes          | 3-0 | 25-19, 28-26, 25-20               |

| Sesta giornata |                                    |     |                                   |
|                |                                    |     |                                   |
| 08-11          | Arago de Sète - Paris              | 0-3 | 20-25, 19-25, 23-25               |
| 08-11          | Nice - Chaumont                    | 2-3 | 13-25, 27-29, 25-19, 26-24, 11-15 |
| 09-11          | Nantes - Montpellier               | 1-3 | 17-25, 25-27, 25-21, 24-26        |
| 09-11          | Rennes - Tours                     | 3-0 | 25-23, 25-21, 25-20               |
| 09-11          | Stade Poitevin - Spacer's Toulouse | 0-3 | 23-25, 21-25, 12-25               |
| 09-11          | Gazélec Ajaccio - Cannes           | 3-2 | 29-27, 25-22, 22-25, 26-28, 15-10 |
| 09-11          | Narbonne - Tourcoing               | 1-3 | 29-27, 18-25, 23-25, 21-25        |

| Settima giornata |                                   |     |                            |
|                  |                                   |     |                            |
| 15-11            | Cannes - Paris                    | 1-3 | 25-19, 23-25, 20-25, 22-25 |
| 15-11            | Montpellier - Chaumont            | 3-0 | 25-15, 25-15, 25-22        |
| 15-11            | Tours - Nice                      | 3-0 | 25-20, 25-20, 25-21        |
| 15-11            | Spacer's Toulouse - Arago de Sète | 3-1 | 28-30, 25-17, 25-21, 25-20 |
| 16-11            | Tourcoing - Rennes                | 1-3 | 24-26, 25-22, 23-25, 18-25 |
| 16-11            | Stade Poitevin - Gazélec Ajaccio  | 3-1 | 25-22, 27-25, 25-27, 26-24 |
| 16-11            | Narbonne - Nantes                 | 1-3 | 15-25, 24-26, 25-19, 15-25 |

| Ottava giornata |                                     |     |                                   |
|                 |                                     |     |                                   |
| 19-11           | Arago de Sète - Tours               | 0-3 | 17-25, 19-25, 17-25               |
| 19-11           | Paris - Narbonne                    | 3-0 | 27-25, 25-22, 25-23               |
| 19-11           | Nice - Montpellier                  | 1-3 | 18-25, 25-23, 15-25, 22-25        |
| 19-11           | Chaumont - Cannes                   | 3-0 | 25-18, 25-23, 25-11               |
| 19-11           | Rennes - Stade Poitevin             | 3-1 | 30-28, 25-23, 22-25, 25-23        |
| 19-11           | Nantes - Tourcoing                  | 2-3 | 22-25, 25-21, 26-24, 19-25, 12-15 |
| 19-11           | Gazélec Ajaccio - Spacer's Toulouse | 3-0 | 25-18, 25-22, 25-18               |

| Nona giornata |                            |     |                                   |
|               |                            |     |                                   |
| 22-11         | Tourcoing - Arago de Sète  | 3-2 | 25-21, 25-23, 20-25, 23-25, 15-10 |
| 23-11         | Spacer's Toulouse - Nantes | 3-1 | 25-14, 25-23, 15-25, 25-20        |
| 23-11         | Stade Poitevin - Chaumont  | 3-1 | 25-21, 26-24, 22-25, 33-31        |
| 23-11         | Tours - Paris              | 3-0 | 25-20, 25-15, 25-17               |
| 23-11         | Montpellier - Cannes       | 3-0 | 25-18, 25-19, 25-18               |
| 23-11         | Gazélec Ajaccio - Rennes   | 1-3 | 20-25, 25-21, 26-28, 22-25        |
| 23-11         | Narbonne - Nice            | 0-3 | 23-25, 18-25, 21-25               |

| Decima giornata |                                 |     |                                   |
|                 |                                 |     |                                   |
| 29-11           | Arago de Sète - Gazélec Ajaccio | 1-3 | 20-25, 25-14, 22-25, 21-25        |
| 29-11           | Cannes - Stade Poitevin         | 3-2 | 26-24, 23-25, 21-25, 25-22, 15-13 |
| 29-11           | Nice - Spacer's Toulouse        | 3-0 | 27-25, 25-15, 25-19               |
| 29-11           | Nantes - Tours                  | 1-3 | 20-25, 25-23, 22-25, 19-25        |
| 30-11           | Rennes - Montpellier            | 3-1 | 25-17, 25-15, 21-25, 25-22        |
| 30-11           | Chaumont - Narbonne             | 3-0 | 25-18, 25-19, 25-14               |
| 29-11           | Paris - Tourcoing               | 3-0 | 28-26, 26-24, 25-20               |

| Undicesima giornata |                              |     |                                   |
|                     |                              |     |                                   |
| 06-12               | Gazélec Ajaccio - Paris      | 3-1 | 21-25, 25-15, 25-23, 25-21        |
| 06-12               | Tourcoing - Cannes           | 3-2 | 18-25, 22-25, 25-23, 30-28, 15-13 |
| 06-12               | Rennes - Arago de Sète       | 3-2 | 18-25, 22-25, 25-16, 25-21, 15-13 |
| 06-12               | Nice - Nantes                | 0-3 | 24-26, 22-25, 16-25               |
| 06-12               | Spacer's Toulouse - Chaumont | 0-3 | 19-25, 20-25, 20-25               |
| 07-12               | Tours - Montpellier          | 3-1 | 18-25, 25-22, 31-29, 25-16        |
| 06-12               | Narbonne - Stade Poitevin    | 3-2 | 21-25, 25-20, 27-29, 25-20, 25-23 |

| Dodicesima giornata |                               |     |                                   |
|                     |                               |     |                                   |
| 13-12               | Arago de Sète - Narbonne      | 1-3 | 22-25, 25-18, 23-25, 23-25        |
| 14-12               | Cannes - Nice                 | 3-0 | 25-21, 25-21, 25-15               |
| 14-12               | Stade Poitevin - Tours        | 1-3 | 25-17, 24-26, 19-25, 20-25        |
| 14-12               | Nantes - Rennes               | 1-3 | 23-25, 25-22, 22-25, 22-25        |
| 14-12               | Chaumont - Tourcoing          | 3-1 | 25-22, 25-15, 22-25, 25-15        |
| 14-12               | Montpellier - Gazélec Ajaccio | 3-0 | 25-23, 25-19, 25-18               |
| 14-12               | Paris - Spacer's Toulouse     | 3-2 | 16-25, 26-24, 26-28, 25-19, 15-13 |

| Tredicesima giornata |                                |     |                                   |
|                      |                                |     |                                   |
| 20-12                | Nice - Paris                   | 2-3 | 25-21, 25-22, 23-25, 23-25, 13-15 |
| 20-12                | Narbonne - Cannes              | 3-1 | 25-22, 26-24, 22-25, 31-29        |
| 21-12                | Rennes - Chaumont              | 3-1 | 25-19, 25-18, 14-25, 25-21        |
| 21-12                | Stade Poitevin - Arago de Sète | 3-0 | 27-25, 25-23, 28-26               |
| 21-12                | Tours - Spacer's Toulouse      | 3-0 | 25-23, 25-17, 25-23               |
| -                    | Gazélec Ajaccio - Nantes       | -   | annullata                         |
| 21-12                | Montpellier - Tourcoing        | 3-2 | 23-25, 25-18, 25-19, 28-30, 15-8  |

| Quattordicesima giornata |                                    |     |                                   |
|                          |                                    |     |                                   |
| 14-01                    | Cannes - Rennes                    | 1-3 | 25-23, 20-25, 18-25, 22-25        |
| 15-01                    | Paris - Montpellier                | 2-3 | 25-21, 25-20, 22-25, 22-25, 10-15 |
| 15-01                    | Nantes - Arago de Sète             | 3-1 | 25-23, 22-25, 26-24, 25-16        |
| 15-01                    | Tourcoing - Tours                  | 1-3 | 25-21, 17-25, 20-25, 19-25        |
| 15-01                    | Gazélec Ajaccio - Narbonne         | 3-0 | 25-23, 25-22, 25-22               |
| 15-01                    | Chaumont - Nice                    | 3-0 | 25-19, 25-18, 25-21               |
| 15-01                    | Spacer's Toulouse - Stade Poitevin | 3-0 | 25-23, 25-16, 25-15               |

| Quindicesima giornata |                               |     |                            |
|                       |                               |     |                            |
| 17-01                 | Nice - Gazélec Ajaccio        | 1-3 | 19-25, 25-21, 14-25, 24-26 |
| 18-01                 | Spacer's Toulouse - Tourcoing | 1-3 | 20-25, 22-25, 25-19, 21-25 |
| 18-01                 | Tours - Rennes                | 3-1 | 22-25, 25-16, 25-20, 25-18 |
| 18-01                 | Stade Poitevin - Paris        | 3-0 | 25-21, 25-21, 25-14        |
| 18-01                 | Arago de Sète - Cannes        | 3-1 | 22-25, 25-15, 25-19, 25-12 |
| 18-01                 | Narbonne - Montpellier        | 1-3 | 23-25, 25-27, 27-25, 23-25 |
| 18-01                 | Nantes - Chaumont             | 3-0 | 25-16, 25-17, 25-20        |

| Sedicesima giornata |                                  |     |                            |
|                     |                                  |     |                            |
| 21-01               | Paris - Cannes                   | 1-3 | 21-25, 25-22, 19-25, 17-25 |
| 21-01               | Montpellier - Spacer's Toulouse  | 1-3 | 25-19, 21-25, 19-25, 14-25 |
| 21-01               | Chaumont - Arago de Sète         | 3-0 | 25-22, 25-13, 25-18        |
| 21-01               | Tourcoing - Nantes               | 0-3 | 22-25, 18-25, 22-25        |
| 21-01               | Nice - Tours                     | 0-3 | 24-26, 20-25, 22-25        |
| 21-01               | Rennes - Narbonne                | 1-3 | 25-19, 17-25, 19-25, 23-25 |
| 21-01               | Gazélec Ajaccio - Stade Poitevin | 0-3 | 21-25, 13-25, 19-25        |

| Diciassettesima giornata |                                     |     |                            |
|                          |                                     |     |                            |
| 24-01                    | Nantes - Paris                      | 3-1 | 25-19, 18-25, 25-18, 25-18 |
| 24-01                    | Cannes - Montpellier                | 1-3 | 21-25, 22-25, 25-21, 13-25 |
| 24-01                    | Tourcoing - Narbonne                | 3-1 | 27-25, 20-25, 25-23, 25-21 |
| 25-01                    | Spacer's Toulouse - Gazélec Ajaccio | 3-0 | 25-17, 25-23, 25-21        |
| 25-01                    | Stade Poitevin - Rennes             | 1-3 | 20-25, 25-19, 22-25, 18-25 |
| 25-01                    | Tours - Chaumont                    | 1-3 | 16-25, 25-20, 23-25, 20-25 |
| 26-01                    | Arago de Sète - Nice                | 3-0 | 25-19, 25-21, 25-21        |

| Diciottesima giornata |                              |     |                                   |
|                       |                              |     |                                   |
| 31-01                 | Nice - Tourcoing             | 3-2 | 25-23, 25-18, 19-25, 13-25, 15-13 |
| 31-01                 | Cannes - Nantes              | 2-3 | 25-17, 25-18, 23-25, 16-25, 10-15 |
| 01-02                 | Rennes - Spacer's Toulouse   | 2-3 | 25-21, 25-20, 29-31, 17-25, 9-15  |
| 01-02                 | Narbonne - Chaumont          | 3-0 | 25-22, 25-20, 25-20               |
| 01-02                 | Paris - Arago de Sète        | 3-1 | 25-22, 25-18, 23-25, 26-24        |
| 01-02                 | Gazélec Ajaccio - Tours      | 1-3 | 23-25, 28-26, 15-25, 18-25        |
| 01-02                 | Montpellier - Stade Poitevin | 3-2 | 17-25, 25-17, 25-22, 16-25, 15-11 |

| Diciannovesima giornata |                             |     |                                   |
|                         |                             |     |                                   |
| 04-02                   | Chaumont - Paris            | 3-0 | 25-23, 25-16, 25-22               |
| 04-02                   | Stade Poitevin - Narbonne   | 3-1 | 28-26, 22-25, 25-20, 25-20        |
| 04-02                   | Tours - Nantes              | 3-0 | 25-20, 25-19, 25-18               |
| 04-02                   | Tourcoing - Gazélec Ajaccio | 1-3 | 23-25, 15-25, 25-19, 19-25        |
| 04-02                   | Arago de Sète - Montpellier | 3-2 | 23-25, 27-25, 23-25, 25-19, 15-12 |
| 04-02                   | Rennes - Nice               | 3-0 | 25-13, 25-23, 25-20               |
| 04-02                   | Spacer's Toulouse - Cannes  | 0-3 | 25-27, 19-25, 20-25               |

| Ventesima giornata |                              |     |                                   |
|                    |                              |     |                                   |
| 07-02              | Cannes - Gazélec Ajaccio     | 3-2 | 25-20, 21-25, 28-26, 37-39, 15-7  |
| 08-02              | Arago de Sète - Tourcoing    | 3-1 | 18-25, 25-23, 25-20, 25-22        |
| 08-02              | Chaumont - Stade Poitevin    | 3-2 | 25-16, 22-25, 24-26, 25-18, 17-15 |
| 08-02              | Montpellier - Tours          | 3-2 | 16-25, 28-26, 25-22, 22-25, 15-12 |
| 08-02              | Narbonne - Spacer's Toulouse | 1-3 | 22-25, 27-25, 23-25, 17-25        |
| 08-02              | Paris - Rennes               | 0-3 | 23-25, 23-25, 17-25               |
| 09-02              | Nantes - Nice                | 3-2 | 22-25, 17-25, 25-14, 25-18, 15-13 |

| Ventunesima giornata |                            |     |                                   |
|                      |                            |     |                                   |
| 14-02                | Spacer's Toulouse - Paris  | 1-3 | 23-25, 25-19, 23-25, 24-26        |
| 14-02                | Nice - Narbonne            | 0-3 | 23-25, 30-32, 27-29               |
| 15-02                | Tourcoing - Montpellier    | 1-3 | 21-25, 15-25, 25-21, 25-27        |
| 15-02                | Rennes - Nantes            | 1-3 | 25-16, 21-25, 28-30, 21-25        |
| 15-02                | Tours - Arago de Sète      | 3-0 | 25-18, 25-19, 25-22               |
| 15-02                | Stade Poitevin - Cannes    | 3-2 | 26-28, 25-22, 25-23, 18-25, 15-13 |
| 15-02                | Gazélec Ajaccio - Chaumont | 3-1 | 22-25, 25-16, 25-20, 25-21        |

| Ventiduesima giornata |                                |     |                                   |
|                       |                                |     |                                   |
| 20-02                 | Nantes - Spacer's Toulouse     | 3-2 | 28-26, 23-25, 15-25, 25-23, 15-12 |
| 22-02                 | Arago de Sète - Stade Poitevin | 2-3 | 25-20, 25-17, 26-28, 18-25, 14-16 |
| 22-02                 | Cannes - Tourcoing             | 3-0 | 25-18, 25-21, 25-19               |
| 22-02                 | Narbonne - Tours               | 3-2 | 25-17, 22-25, 25-21, 23-25, 15-13 |
| 22-02                 | Paris - Gazélec Ajaccio        | 3-0 | 27-25, 25-23, 25-20               |
| 22-02                 | Chaumont - Rennes              | 3-1 | 25-21, 25-18, 16-25, 25-23        |
| 22-02                 | Montpellier - Nice             | 3-1 | 25-18, 16-25, 25-16, 25-23        |

| Ventitreesima giornata |                                 |     |                                   |
|                        |                                 |     |                                   |
| 28-02                  | Spacer's Toulouse - Tours       | 3-0 | 25-23, 25-22, 25-23               |
| 28-02                  | Nice - Cannes                   | 3-2 | 25-21, 22-25, 18-25, 25-21, 15-13 |
| 29-02                  | Rennes - Tourcoing              | 3-0 | 25-18, 25-12, 25-22               |
| 29-02                  | Stade Poitevin - Nantes         | 2-3 | 27-25, 22-25, 23-25, 27-25, 13-15 |
| 29-02                  | Chaumont - Montpellier          | 3-0 | 25-23, 25-20, 25-13               |
| 29-02                  | Narbonne - Paris                | 3-1 | 25-22, 25-21, 20-25, 25-19        |
| 29-02                  | Gazélec Ajaccio - Arago de Sète | 2-3 | 25-19, 25-19, 20-25, 22-25, 12-15 |

| Ventiquattresima giornata |                                   |     |                                   |
|                           |                                   |     |                                   |
| 06-03                     | Arago de Sète - Spacer's Toulouse | 3-1 | 25-21, 25-17, 23-25, 25-23        |
| 07-03                     | Cannes - Narbonne                 | 3-1 | 21-25, 25-19, 26-24, 25-23        |
| 07-03                     | Tourcoing - Chaumont              | 3-2 | 25-27, 17-25, 25-19, 25-23, 15-12 |
| 07-03                     | Tours - Stade Poitevin            | 2-3 | 25-21, 25-19, 23-25, 19-25, 13-15 |
| 11-03                     | Nantes - Gazélec Ajaccio          | 3-1 | 25-17, 19-25, 25-23, 25-20        |
| 07-03                     | Montpellier - Rennes              | 3-1 | 25-21, 21-25, 25-21, 25-20        |
| 07-03                     | Paris - Nice                      | 3-1 | 25-11, 15-25, 25-16, 25-22        |

| Venticinquesima giornata |                              |   |           |
|                          |                              |   |           |
| -                        | Tourcoing - Paris            | - | annullata |
| -                        | Tours - Cannes               | - | annullata |
| -                        | Nice - Stade Poitevin        | - | annullata |
| -                        | Rennes - Gazélec Ajaccio     | - | annullata |
| -                        | Chaumont - Spacer's Toulouse | - | annullata |
| -                        | Montpellier - Nantes         | - | annullata |
| -                        | Narbonne - Arago de Sète     | - | annullata |

| Ventiseiesima giornata |                               |   |           |
|                        |                               |   |           |
| -                      | Stade Poitevin - Tourcoing    | - | annullata |
| -                      | Gazélec Ajaccio - Montpellier | - | annullata |
| -                      | Arago de Sète - Rennes        | - | annullata |
| -                      | Paris - Tours                 | - | annullata |
| -                      | Cannes - Chaumont             | - | annullata |
| -                      | Nantes - Narbonne             | - | annullata |
| -                      | Spacer's Toulouse - Nice      | - | annullata |

#### Classifica
| Pos. | Squadra           | Pt | G  | V  | P  | SV | SP | Ratio | PF    | PS    | Ratio |
| ---- | ----------------- | -- | -- | -- | -- | -- | -- | ----- | ----- | ----- | ----- |
| 1.   | Tours             | 49 | 24 | 15 | 9  | 55 | 33 | 1,667 | 2 044 | 1 865 | 1,096 |
| 2.   | Montpellier       | 48 | 24 | 17 | 7  | 57 | 37 | 1,541 | 2 151 | 2 065 | 1,042 |
| 3.   | Rennes (-3)       | 47 | 24 | 16 | 8  | 59 | 35 | 1,686 | 2 183 | 2 052 | 1,064 |
| 4.   | Chaumont          | 43 | 24 | 14 | 10 | 51 | 37 | 1,378 | 1 997 | 1 879 | 1,063 |
| 5.   | Nantes            | 40 | 23 | 15 | 8  | 51 | 42 | 1,214 | 2 082 | 2 036 | 1,023 |
| 6.   | Cannes            | 34 | 24 | 11 | 13 | 49 | 50 | 0,980 | 2 186 | 2 220 | 0,985 |
| 7.   | Stade Poitevin    | 34 | 24 | 11 | 13 | 48 | 51 | 0,941 | 2 234 | 2 267 | 0,985 |
| 8.   | Spacer's Toulouse | 34 | 24 | 11 | 13 | 41 | 46 | 0,891 | 1 994 | 1 962 | 1,016 |
| 9.   | Paris             | 33 | 24 | 11 | 13 | 44 | 49 | 0,898 | 2 037 | 2 113 | 0,964 |
| 10.  | Gazélec Ajaccio   | 31 | 23 | 10 | 13 | 38 | 47 | 0,809 | 1 910 | 1 955 | 0,977 |
| 11.  | Arago de Sète     | 31 | 24 | 10 | 14 | 43 | 54 | 0,796 | 2 135 | 2 167 | 0,985 |
| 12.  | Tourcoing         | 30 | 24 | 11 | 13 | 43 | 53 | 0,811 | 2 099 | 2 201 | 0,954 |
| 13.  | Narbonne          | 28 | 24 | 10 | 14 | 39 | 51 | 0,765 | 2 079 | 2 138 | 0,972 |
| 14.  | Nice              | 16 | 24 | 5  | 19 | 30 | 63 | 0,476 | 1 942 | 2 153 | 0,902 |

      Retrocessa in Ligue B.
Note:
Il Rennes ha scontato 3 punti di penalizzazione (2 per comunicazione inesatta agli organi di controllo e 3, di cui 2 sospesi, per irregolarità finanziarie).

## Verdetti
| Squadra     | Qualificazione           |
| ----------- | ------------------------ |
| Tours       | Champions League 2020-21 |
| Montpellier | Coppa CEV 2020-21        |
| Rennes      | Coppa CEV 2020-21        |
| Chaumont    | Challenge Cup 2020-21    |
| Nantes      | Challenge Cup 2020-21    |
| Nice        | Ligue B                  |

## Statistiche
| Rendimento individuale | Rendimento individuale | Rendimento individuale | Rendimento individuale |
| Pos.                   | Nome                   | Punti                  | Squadra                |
| ---------------------- | ---------------------- | ---------------------- | ---------------------- |
| 1                      | Peter Michalovič       | 530                    | Nantes                 |
| 2                      | Rafael de Araújo       | 483                    | Rennes                 |
| 3                      | Vasyl' Tupčij          | 448                    | Arago de Sète          |
| 4                      | Kyle Russell           | 447                    | Cannes                 |
| 5                      | Zouheir El Graoui      | 441                    | Stade Poitevin         |
| 6                      | Ronald Jiménez         | 427                    | Tourcoing              |
| 7                      | Théo Faure             | 422                    | Spacer's Toulouse      |
| 8                      | Jolan Cox              | 413                    | Nice                   |
| 9                      | Hermans Egleskalns     | 412                    | Tours                  |
| 10                     | Ryan Sclater           | 409                    | Montpellier            |

| Attacchi vincenti | Attacchi vincenti  | Attacchi vincenti | Attacchi vincenti |
| Pos.              | Nome               | Punti             | Squadra           |
| ----------------- | ------------------ | ----------------- | ----------------- |
| 1                 | Peter Michalovič   | 470               | Nantes            |
| 2                 | Rafael de Araújo   | 407               | Rennes            |
| 3                 | Vasyl' Tupčij      | 387               | Arago de Sète     |
| 4                 | Ronald Jiménez     | 385               | Tourcoing         |
| 5                 | Kyle Russell       | 381               | Cannes            |
| 6                 | Ryan Sclater       | 367               | Montpellier       |
| 7                 | Jolan Cox          | 365               | Nice              |
| 8                 | Zouheir El Graoui  | 361               | Stade Poitevin    |
| 9                 | Théo Faure         | 358               | Spacer's Toulouse |
| 10                | Hermans Egleskalns | 351               | Tours             |

| Muri vincenti | Muri vincenti     | Muri vincenti | Muri vincenti     |
| Pos.          | Nome              | Punti         | Squadra           |
| ------------- | ----------------- | ------------- | ----------------- |
| 1             | Gojko Ćuk         | 67            | Nice              |
| 2             | Kévin Kaba        | 61            | Montpellier       |
| 3             | Michaël Parkinson | 58            | Stade Poitevin    |
| 4             | Danijel Koncilja  | 57            | Cannes            |
| 5             | Moussa Gueye      | 56            | Narbonne          |
| 6             | Nicolas Burel     | 55            | Spacer's Toulouse |
| 7             | Borja Ruiz        | 52            | Nantes            |
| 7             | Arno van de Velde | 52            | Arago de Sète     |
| 9             | David Fiel        | 51            | Tourcoing         |
| 10            | Dmytro Teryomenko | 50            | Tours             |

| Battute vincenti | Battute vincenti  | Battute vincenti | Battute vincenti |
| Pos.             | Nome              | Punti            | Squadra          |
| ---------------- | ----------------- | ---------------- | ---------------- |
| 1                | Kamil Baránek     | 51               | Rennes           |
| 2                | Željko Ćorić      | 43               | Arago de Sète    |
| 3                | Rafael de Araújo  | 42               | Rennes           |
| 3                | Mitchell Stahl    | 42               | Chaumont         |
| 5                | Yordan Bisset     | 40               | Narbonne         |
| 6                | Zouheir El Graoui | 39               | Stade Poitevin   |
| 7                | Ardo Kreek        | 34               | Paris            |
| 7                | Peter Michalovič  | 34               | Nantes           |
| 7                | Kyle Russell      | 34               | Cannes           |
| 7                | Vasyl' Tupčij     | 34               | Arago de Sète    |